# Alfian bin Sa'at
Alfian bin Sa'at (Singapore, 18 luglio 1977) è uno scrittore singaporiano, musulmano minang, hakka e giavanese conosciuto come l'enfant terrible del suo paese.

## Biografia
Ha studiato nella Tampines Primary School, nella Raffles Institution, nel Raffles Junior College e nella National University of Singapore, ed era presidente di RI e RJC.

Esegue le sue rappresentazioni teatrali in Malaysia e Singapore e partecipa al gruppo W!LD RICE..

## Opere

### Teatro

#### In lingua inglese
- Fighting (1994)
- Black Boards, White Walls (1997)
- Yesterday My Classmate Died (1997)
- sex.violence.blood.gore (con Chong Tze Chien) (1999)
- Asian Boys Vol. 1 (Chicos de Asia Vol.1) (2000)
- What's The Difference? (2001)
- Don't Say I Say (2001)
- Poppy dot dream (2001)
- The Corrected Poems of Minah Jambu (2001)
- The Optic Trilogy (2001)
- 7 Ten: Seven Original 10-minute Plays: Not In (2003)
- Landmarks: Asian Boys Vol. 2 (2004)
- Tekka Voices (2004)
- Mengapa Isa? (2004)
- The Importance of Being Kaypoh (2005)
- Harmony Daze (2005)
- Confessions of 300 Unmarried Men: Blush (2006)
- Homesick (2006)
- Happy Endings: Asian Boys Vol 3 (2007)
- Snow White and the Seven Dwarfs (2008)
- Beauty And The Beast (2009)
- Cooling Off Day (2011)
- Cook a Pot of Curry (2013)
- Monkey Goes West (2014)

#### In lingua malese
- Deklamasi Malas (1997)
- Dongeng (1997)
- Anak Bulan di Kampung Wa' Hassan (1998)
- Madu II (1998)
- Causeway (1998)
- The Miseducation of Minah Bukit (2001)
- Tapak 7 (2001)
- Selamat Malam Ibu (2003)
- Keturunan Laksmana Tak Ada Anu (2003)
- Minah & Monyet (2003)

#### In lingua cinese
- Fugitives (失控) (con Ng How Wee) (2002)

### Poesia

#### In lingua inglese
- One Fierce Hour (Landmark Books, 1998) ISBN 981-3065-18-4
- A History of Amnesia (Ethos Books, 2001) ISBN 981-04-3704-8

### Prosa

#### In lingua inglese
- Corridor (SNP, 1999) ISBN 981-4032-40-9
- Malay Sketches (Ethos Books, 2012) ISBN 978-981-07-1801-5

#### In lingua malese
- Bisik: Antologi Drama Melayu Singapura (Whisper: Anthology of Malay Singaporean Drama) (Pustaka Cipta, 2003)

## Premi
- 1995 - Kripalani Award for Outstanding Contribution to Creative Arts
- 1998 - Commendation Award by the Malay Language Council for Causeway
- 1999 - Singapore Literature Prize Commendation Award
- 2001 - Golden Point Award for Poetry
- 2001 - Young Artist Award for Literature
- 2005 - Life! Theatre Awards for Best Script for Landmarks: Asian Boys Vol. 2
- 2006 - FRONT Award